# Dasynotus
- Commons
- Wikispecies

Dasynotus é um gênero de plantas pertencente à família Boraginaceae.